# Robert M. Chandler
Robert Malcolm Chandler (* um 1950) ist ein US-amerikanischer Wirbeltier-Paläontologe und Ornithologe, der sich insbesondere mit fossilen Vögeln und deren Biogeographie befasst. Er ist Professor für Biologie am Georgia College & State University.
Chandler erwarb seinen Bachelor-Abschluss in Zoologie 1976 an der Southern Illinois University und seinen Master-Abschluss 1985 an der San Diego State University. 1990 wurde er an der University of Kansas (in Systematik und Ökologie) promoviert. Sein Dissertationsthema trug den Titel Phylogenetic analysis of the alcids.
Chandler ist insbesondere bekannt für die Erforschung der Terrorvögel in Nordamerika, die dorthin vor 2,5 Millionen Jahren einwanderten, im Großen Amerikanischen Faunenaustausch. Insbesondere fand er Fossilien von Titanis walleri in Florida (im Bett des Santa Fe River, im Norden Zentral-Floridas), die mit Tauchexpeditionen geborgen wurden. Chandler fand unter anderem einen Oberarmknochen und schlug entgegen der sonstigen Rekonstruktion von Terrorvögeln mit zurückgebildeten Flügeln vor, dass sie dort möglicherweise eine große Klaue besaßen, die dem Beutefang diente. Er befasst sich allgemein mit der Systematik und Phylogenese von Terrorvögeln. Er trat in Dokumentationen zu Terrorvögeln bei National Geographic und Discovery Channel auf.
Er führte auch Feldarbeiten zu fossilen Vögeln im Mittleren Westen (Nebraska, Kansas), Georgia, South Carolina, Idaho, Louisiana, Colorado (Florissant Fossil Beds National Monument), Bolivien und Trinidad aus.
2012 beschrieb er ein bereits 1899 in Patagonien ausgegrabenes (und im American Museum of Natural History befindliches) Steißhuhn aus dem Miozän, Crypturellus reai.